# Rui de Brito Patalim
Rui de Brito Patalim war ein portugiesischer Adliger, der als Soldat Anfang des 16. Jahrhunderts in Asien lebte.
1507 wurde er Alcaide von Sofala im heutigen Mosambik und nach dem Tod seines Vorgängers im Februar 1508 Hauptmann (capitão). Das Amt hatte er bis August 1509 inne. Am 15. August 1511 nahm Brito Patalim an der Eroberung von Malakka durch Afonso de Albuquerque teil. Brito Patalim wurde Hauptmann der Festung A Famosa und unterhielt gute Beziehungen zu mehreren Herrschern in der Region. Als der König von Siam 1513 als Zeichen des guten Willens eine Dschunke mit Reis nach Malakka schickte, sandte er als Antwort drei Dschunken nach Siam, um den Handel in Gang zu bringen. Allerdings erwies sich Siam aufgrund seiner vor allem landwirtschaftlichen Güter als relativ uninteressant, so dass man schon bald den Handel wieder privaten Kaufleuten überließ.
1514 endete der Dienst von Rui de Brito Patalim in Malakka und er kehrte erst nach Indien und dann nach Portugal zurück. Neuer Kommandant von Malakka wurde Jorge de Albuquerque.